# Rafael Martín Vázquez
För andra betydelser, se Martín Vázquez (olika betydelser).
Rafael Martín Vázquez, född 1965 i Madrid, är en före detta spansk fotbollsspelare med 38 landskamper för Spanien.
Hans karriär tog sin början i kvartersklubben los Escolapios, som tränades av Rafaels bror. En talangscout som bevakade en match rekommenderade omgående Real Madrid att kontraktera den då 11-årige talangen. Rafael Martín Vázquez var en av de fem medlemmar som kom att gå under benämningen "La quinta del buitre", där Emilio "el buitre" Butragueño blev något av en frontfigur.
Martín Vázquez karriär tog ordentlig fart i början av 1980-talet. I Real Madrids reservlag, Castilla, gjorde han sig tidigt ett namn som en mycket lovande och spelskicklig mittfältare. I ungdoms-VM i Argentina 1981 valdes han till turneringens bästa spelare efter sju mål på sju matcher, varav ett var en fantastisk frispark från halva plan. Redan som 18-åring debuterade han för Real Madrids A-lag. Fram till 1990 var Martín Vázquez en av klubbens absolut viktigaste spelare och vann under denna period bland annat fem ligatitlar och två UEFA-cuper.
Efter segdragna förhandlingar om ett förnyat kontrakt valde Martín Vázquez efter VM i Italien 1990 att lämna Real Madrid för italienska Torino för motsvarande 40 miljoner kronor. Där stannade han under två säsonger och nådde bland annat UEFA-cupens final 1992, där Torino föll mot Ajax. Efter en kort sejour i Olympique de Marseille återvände Martín Vázquez till Real Madrid 1992. Efter en tung period med flera skador fick han allt svårare att ta en ordinarie plats i tränare Jorge Valdanos lagbygge och 1995 lämnade Martín Vázquez åter Real Madrid. Denna gång för RC Deportivo de La Coruña. Efter en sejour i Mexiko och ett totalt misslyckat försök till comeback i tyska Karlsruhe meddelade Martín Vázquez 1998 att karriären definitivt var över. Martín Vázquez spelade 38 landskamper för Spanien under sin karriär. Idag arbetar han bland annat som fotbollskommentator och spelar fotboll med Real Madrids veteranlag.